# 芝山 (船橋市)
芝山（しばやま）は、千葉県船橋市の地名。現行行政地名は芝山一丁目から芝山七丁目。郵便番号274-0816。

## 地理
東葉高速鉄道飯山満駅の北側に位置する。北で西習志野、北西で高根台、西で新高根・高根町、南西で米ケ崎、南東で飯山満町と隣接する。県立高等学校2校が置かれている。西習志野、飯山満町、新高根の台地に囲まれた低地・傾斜地になっている。現在は、整然とした住宅地が建ち並んでいるが、昭和30年代までは、広い深田が広がっていた。近隣農家の話によると、現在の飯山満駅周辺にあった水田で作業をした時には、胸近くまではまってしまうほどだったという。高齢化のため人口が減少に転じつつある。特に西習志野寄りの三〜七丁目周辺のほとんどが昭和40年代に入居したもので、高齢化が進んでいる。

### 地価
住宅地の地価は、2014年（平成26年）1月1日の公示地価によれば、芝山3-9-12の地点で14万3000円/m2となっている。

## 歴史
元々は飯山満町1～3丁目（二丁目以外の地域）と高根町（二丁目）と習志野台1丁目(六丁目)の各一部であり、芝山団地造成時の昭和50年（1975年）12月1日付で住居表示により新しい町名「芝山」が独立した。今も町域に「上飯山満橋」があることなどでそれがわかる。

## 世帯数と人口
2017年（平成29年）11月1日現在の世帯数と人口は以下の通りである。
| 丁目       | 世帯数    | 人口     |
| ---------- | --------- | -------- |
| 芝山一丁目 | 1,458世帯 | 3,146人  |
| 芝山二丁目 | 1,069世帯 | 1,902人  |
| 芝山三丁目 | 1,514世帯 | 3,001人  |
| 芝山四丁目 | 535世帯   | 1,322人  |
| 芝山五丁目 | 1,113世帯 | 2,527人  |
| 芝山六丁目 | 1,215世帯 | 2,886人  |
| 芝山七丁目 | 671世帯   | 1,582人  |
| 計         | 7,575世帯 | 16,366人 |

## 小・中学校の学区
市立小・中学校に通う場合、学区は以下の通りとなる。
| 丁目       | 番地                                | 小学校                                                | 中学校                                              |
| ---------- | ----------------------------------- | ----------------------------------------------------- | --------------------------------------------------- |
| 芝山一丁目 | 1～28番 32番 42～51番               | 船橋市立飯山満南小学校                                | 船橋市立飯山満中学校                                |
| 芝山一丁目 | 29～31番 33～41番                   | 船橋市立芝山西小学校                                  | 船橋市立芝山中学校                                  |
| 芝山二丁目 | 全域                                | 船橋市立芝山西小学校                                  | 船橋市立芝山中学校                                  |
| 芝山三丁目 | 全域                                | 船橋市立芝山東小学校                                  | 船橋市立芝山中学校                                  |
| 芝山四丁目 | 全域                                | 船橋市立芝山東小学校                                  | 船橋市立芝山中学校                                  |
| 芝山五丁目 | 全域                                | 船橋市立芝山東小学校                                  | 船橋市立芝山中学校                                  |
| 芝山六丁目 | 1番1～12号 1番14号以降 22番3号以降  | 船橋市立芝山東小学校                                  | 船橋市立芝山中学校                                  |
| 芝山六丁目 | 1番13号 2～21番 22番1・2号 23～62番 | 船橋市立高郷小学校                                    | 船橋市立七林中学校                                  |
| 芝山七丁目 | 2～39番 41～44番                    | 船橋市立高郷小学校                                    | 船橋市立七林中学校                                  |
| 芝山七丁目 | 1番                                 | 船橋市立芝山東小学校                                  | 船橋市立芝山中学校                                  |
| 芝山七丁目 | 40番                                | 船橋市立高郷小学校 船橋市立芝山東小学校 ※どちらか選択 | 船橋市立七林中学校 船橋市立芝山中学校 ※どちらか選択 |

## 交通
- 東葉高速鉄道飯山満駅
- 京成バス 飯山満駅、芝山中学校、芝山団地入口、雄鹿野、聖人塚、大慶山、新高根、高根台七丁目各バス停

## 教育

### 高等学校
- 千葉県立船橋芝山高等学校
- 千葉県立船橋東高等学校

### 中学校
- 船橋市立芝山中学校

### 小学校
- 船橋市立芝山西小学校
- 船橋市立芝山東小学校

### 幼稚園
- 栄光幼稚園
- みのり第二幼稚園

## 施設
- 船橋市役所　芝山出張所
- 船橋東警察署芝山交番
- 船橋市芝山消防署
- 船橋芝山郵便局
- 都市再生機構　芝山団地
- 船橋市立芝山第一保育園
- 特別養護老人ホーム　オレンジガーデン

### 大型商業施設
- ビバホーム
- マツモトキヨシドラッグストア 船橋芝山店
- イエローハット船橋芝山店